# Audubon, Minnesota
Audubon là một thành phố thuộc quận Becker, tiểu bang Minnesota, Hoa Kỳ. Năm 2010, dân số của thành phố này là 519 người.

## Dân số
- Dân số năm 2000: 445 người.
- Dân số năm 2010: 519 người.